# Jordan Taylor (Rennfahrer)

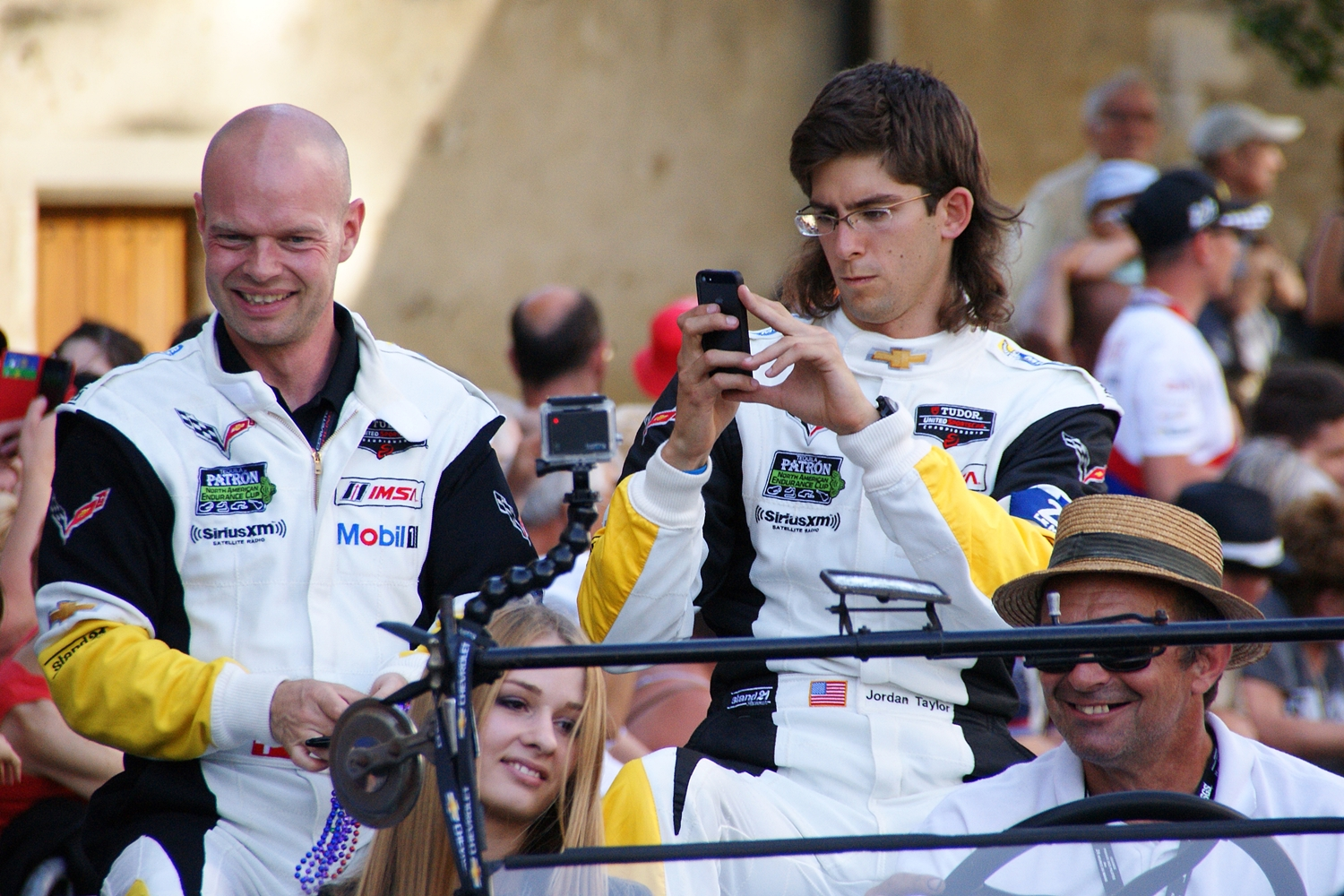
Jorday Taylor (rechts) bei der Fahrerparade zum 24-Stunden-Rennen von Le Mans 2014

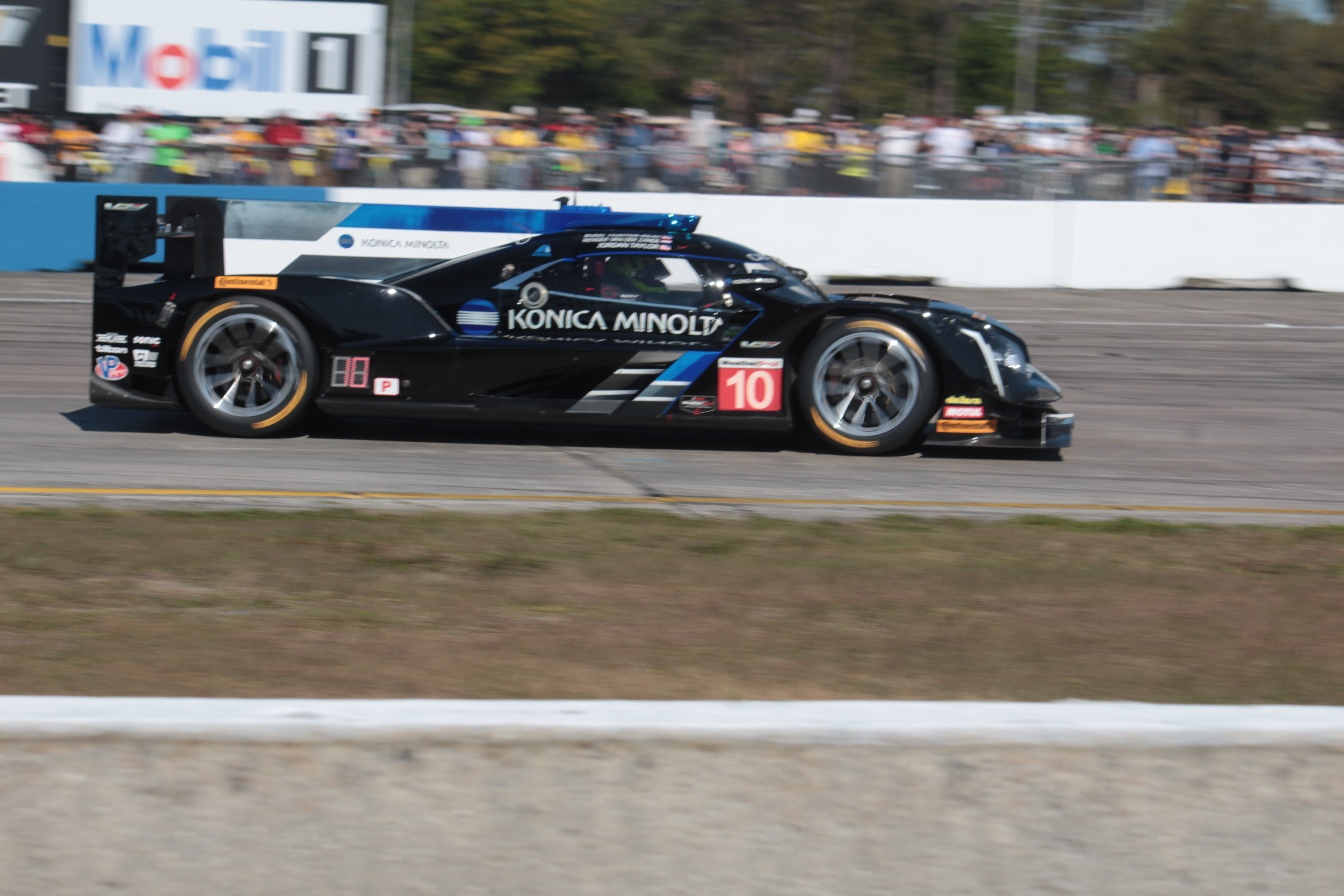
Der zweitplatzierte Cadillac DPi-V.R von Renger van der Zande, Ryan Hunter-Reay und Jordan Taylor beim 12-Stunden-Rennen von Sebring 2018

Jordan Lee Taylor (* 10. Mai 1991 in Orlando) ist ein US-amerikanischer Autorennfahrer.

## Familie
Jordan Taylor ist der jüngere der beiden Söhne von Wayne Taylor. Wayne Taylor kam 1956 im südafrikanischen Port Elizabeth zur Welt und gründete nach einer langen und erfolgreichen Fahrerkarriere 2006 einen eigenen Rennstall. Sein älterer Bruder Ricky ist ebenfalls Profirennfahrer.

## Karriere als Rennfahrer
Die Karriere von Jordan Taylor begann 2007 mit dem Erfolg in der Skip Barber Eastern Regional Series. Nach einer kurzen Zeit im Monopostosport wechselte er bereits Ende der 2000er-Jahre in den GT-Sport. Ab 2008 startete er vier Jahre in der Grand-Am Sports Car Series, wo der zweite Rang in der GT-Klasse 2011 (gemeinsam mit Bill Lester im Chevrolet Camaro GT.R) die beste Platzierung war.
In den folgenden Jahren prägten zwei Rennställe die Karriere von Jordan Taylor: Corvette Racing und das Rennteam seines Vaters. Bis zum Ablauf der Rennsaison 2020 erreichte er 21 Rennsiege in der IMSA WeatherTech SportsCar Championship. Dazu kamen sechs Klassensiege, darunter einer beim 24-Stunden-Rennen von Le Mans. Zweimal, 2017 und 2019, gewann er das 24-Stunden-Rennen von Daytona. Im Jahr 2017 siegte er auch beim 12-Stunden-Rennen von Sebring.

## Statistik

### Le-Mans-Ergebnisse
| Jahr | Team               | Fahrzeug                    | Teamkollege        | Teamkollege    | Platzierung             | Ausfallgrund |
| ---- | ------------------ | --------------------------- | ------------------ | -------------- | ----------------------- | ------------ |
| 2012 | Corvette Racing    | Chevrolet Corvette C6.R     | Jan Magnussen      | Antonio García | Rang 23                 |              |
| 2013 | Corvette Racing    | Chevrolet Corvette C6.R-ZR1 | Jan Magnussen      | Antonio García | Rang 19                 |              |
| 2014 | Corvette Racing    | Chevrolet Corvette C7.R     | Jan Magnussen      | Antonio García | Rang 16                 |              |
| 2015 | Corvette Racing-GM | Chevrolet Corvette C7.R     | Oliver Gavin       | Tommy Milner   | Rang 17 und Klassensieg |              |
| 2016 | Corvette Racing    | Chevrolet Corvette C7.R     | Oliver Gavin       | Tommy Milner   | Ausfall                 | Unfall       |
| 2017 | Corvette Racing    | Chevrolet Corvette C7.R     | Jan Magnussen      | Antonio García | Rang 19                 |              |
| 2021 | Corvette Racing    | Chevrolet Corvette C8.R     | Nicky Catsburg     | Antonio García | Rang 21                 |              |
| 2022 | Corvette Racing    | Chevrolet Corvette C8.R     | Nicky Catsburg     | Antonio García | Ausfall                 | Aufhängung   |
| 2024 | Spirit of Race     | Ferrari 296 GT3             | Johnny Laursen     | Conrad Laursen | Rang 35                 |              |
| 2025 | Cadillac WTR       | Cadillac V-Series.R         | Filipe Albuquerque | Ricky Taylor   | Ausfall                 | Motorschaden |

### Sebring-Ergebnisse
| Jahr | Team                              | Fahrzeug                    | Teamkollege          | Teamkollege        | Teamkollege        | Platzierung             | Ausfallgrund |
| ---- | --------------------------------- | --------------------------- | -------------------- | ------------------ | ------------------ | ----------------------- | ------------ |
| 2012 | Corvette Racing                   | Chevrolet Corvette C6 ZR1   | Jan Magnussen        | Antonio García     |                    | Rang 18                 |              |
| 2013 | Corvette Racing                   | Chevrolet Corvette C6.R     | Jan Magnussen        | Antonio García     |                    | Ausfall                 | Defekt       |
| 2014 | Wayne Taylor Racing               | Dallara Corvette DP         | Ricky Taylor         | Max Angelelli      |                    | Rang 7                  |              |
| 2015 | Wayne Taylor Racing               | Chevrolet Corvette DP       | Ricky Taylor         | Max Angelelli      |                    | Rang 2                  |              |
| 2016 | Wayne Taylor Racing               | Chevrolet Corvette DP       | Ricky Taylor         | Max Angelelli      | Rubens Barrichello | Ausfall                 | Defekt       |
| 2017 | Konica Minolta Cadillac DPi-V.R   | Cadillac DPi-V.R            | Ricky Taylor         | Alex Lynn          |                    | Gesamtsieg              |              |
| 2018 | Konica Minolta Cadillac DPi-V.R   | Cadillac DPi-V.R            | Renger van der Zande | Ryan Hunter-Reay   |                    | Rang 2                  |              |
| 2019 | Konica Minolta Cadillac DPi-V.R   | Cadillac DPi-V.R            | Renger van der Zande | Matthieu Vaxivière |                    | Rang 2                  |              |
| 2020 | Corvette Racing                   | Chevrolet Corvette C8.R     | Nicky Catsburg       | Antonio García     |                    | Rang 16                 |              |
| 2021 | Corvette Racing                   | Chevrolet Corvette C8.R     | Nicky Catsburg       | Antonio García     |                    | Rang 11                 |              |
| 2022 | Corvette Racing                   | Chevrolet Corvette C8.R GTD | Nicky Catsburg       | Antonio García     |                    | Rang 16 und Klassensieg |              |
| 2023 | Corvette Racing                   | Chevrolet Corvette C8.R GTD | Tommy Milner         | Antonio García     |                    | Rang 18                 |              |
| 2024 | Wayne Taylor Racing with Andretti | Acura ARX-06                | Louis Delétraz       | Colton Herta       |                    | Gesamtsieg              |              |
| 2025 | Cadillac Wayne Taylor Racing      | Cadillac V-Series.R         | Louis Delétraz       | Brendon Hartley    |                    | Ausfall                 | Unfall       |

### Einzelergebnisse in der FIA-Langstrecken-Weltmeisterschaft
| Saison | Team            | Rennwagen               | 1   | 2   | 3   | 4   | 5   | 6   | 7   | 8   | 9   |
| ------ | --------------- | ----------------------- | --- | --- | --- | --- | --- | --- | --- | --- | --- |
| 2012   | Corvette Racing | Chevrolet Corvette C6.R | SEB | SPA | LEM | SIL | SAO | BAH | FUJ | SHA |     |
| 2012   | Corvette Racing | Chevrolet Corvette C6.R | 18  |     | 23  |     |     |     |     |     |     |
| 2013   | Corvette Racing | Chevrolet Corvette C6.R | SIL | SPA | LEM | SAO | AUS | FUJ | SHA | BAH |     |
| 2013   | Corvette Racing | Chevrolet Corvette C6.R | 19  |     |     |     |     |     |     |     |     |
| 2014   | Corvette Racing | Chevrolet Corvette C7.R | SIL | SPA | LEM | AUS | FUJ | SHA | BAH | SAO |     |
| 2014   | Corvette Racing | Chevrolet Corvette C7.R |     |     | 16  | 24  |     |     |     |     |     |
| 2015   | Corvette Racing | Chevrolet Corvette C7.R | SIL | SPA | LEM | NÜR | AUS | FUJ | SHA | BAH |     |
| 2015   | Corvette Racing | Chevrolet Corvette C7.R | 17  |     |     |     |     |     |     |     |     |
| 2016   | Corvette Racing | Chevrolet Corvette C7.R | SIL | SPA | LEM | NÜR | MEX | AUS | FUJ | SHA | BAH |
| 2016   | Corvette Racing | Chevrolet Corvette C7.R | DNF |     |     |     |     |     |     |     |     |
| 2017   | Corvette Racing | Chevrolet Corvette C7.R | SIL | SPA | LEM | NÜR | MEX | AUS | FUJ | SHA | BAH |
| 2017   | Corvette Racing | Chevrolet Corvette C7.R | 19  |     |     |     |     |     |     |     |     |
| 2021   | Corvette Racing | Chevrolet Corvette C8.R | SPA | POR | MON | LEM | BAH | BAH |     |     |     |
| 2021   | Corvette Racing | Chevrolet Corvette C8.R | 21  |     |     |     |     |     |     |     |     |
| 2022   | Corvette Racing | Chevrolet Corvette C8.R | SEB | SPA | LEM | MON | FUJ | BAH |     |     |     |
| 2022   | Corvette Racing | Chevrolet Corvette C8.R | DNF |     |     |     |     |     |     |     |     |
| 2024   | Spirit of Race  | Ferrari 296 GT3         | KAT | IMO | SPA | LEM | SAO | AUS | FUJ | BAH |     |
| 2024   | Spirit of Race  | Ferrari 296 GT3         | 35  |     |     |     |     |     |     |     |     |
| 2025   | Cadillac WTR    | Cadillac V-Series.R     | KAT | IMO | SPA | LEM | SAO | AUS | FUJ | BAH |     |
| 2025   | Cadillac WTR    | Cadillac V-Series.R     | DNF |     |     |     |     |     |     |     |     |